# Stern John
Stern John (* 30. Oktober 1976 in Trincity, Trinidad) ist ein ehemaliger Fußballspieler aus Trinidad und Tobago und heutiger Trainer. Der Stürmer ist Rekordtorschütze für die Nationalmannschaft seines Landes. John ist beidfüßig und auch sehr kopfballstark.
Er ist der Cousin seiner Nationalmannschaftskollegen Avery John und Ansil Elcock.

## Verein
John begann seine Laufbahn als Fußballspieler im US-amerikanischen College-Bereich, wo der US-amerikanische A-League-Club Carolina Dynamo auf ihn aufmerksam wurde. Dieser nahm ihn unter Vertrag, noch im gleichen Jahr wechselte John jedoch zu den New Orleans Riverboat Gamblers derselben Liga. Zur Saison 1998 wechselte er in die Major League Soccer zur Columbus Crew und wurde auf Anhieb mit 26 Toren der Torschützenkönig der MLS, sowie erster Spieler der MLS, dem drei Hattricks in einer Saison gelangen; auch 1999 konnte er noch 18 Tore erzielen. John wechselte nach England zu Nottingham Forest, wo er 2001 bester Torschütze des Vereins wurde. Er spielte in Nottingham zweieinhalb Jahre bevor in der Winterpause 2002/03 zu Birmingham City wechselte; er konnte mit sieben Toren den Aufstieg in die Premier League für City sichern. In der folgenden Saison kam er nur noch auf fünf Tore in lediglich 20 Einsätzen und hatte immer mehr Schwierigkeiten, aufgestellt zu werden. Er wechselte daher zur Saison 2004/05 zu Coventry City in der Football League Championship, wo er sich einen Stammplatz sichern konnte. Für die erste Saisonhälfte 2005/06 wurde er dann an Derby County ausgeliehen und spielte ab Ende Dezember 2005 wieder für Coventry. Im Januar 2007 wechselte er zum FC Sunderland, von wo er im Tausch gegen Kenwyne Jones im August 2007 zum FC Southampton in die 2. englische Liga transferiert wurde. Ende Juli 2009 unterzeichnete er bei Crystal Palace und wurde während der Saison 2009/10 für zwei Monate zu Ipswich Town verliehen.

## Nationalmannschaft
Bereits in seinem allerersten Spiel 1995 für die Fußballnationalmannschaft von Trinidad und Tobago gegen Finnland konnte er als 19-Jähriger ein Tor erzielen. Insgesamt erzielte er in 115 Nationalmannschaftseinsätzen 70 Tore. Damit ist er nicht nur Rekordtorschütze seiner Heimatauswahl, sondern gehört auch zu den zwanzig erfolgreichsten Torschützen in A-Länderspielen aller Zeiten und den Top-3 der damals aktiven Nationalspieler.
Im April 2006 wurde er in die Auswahl seines Landes für die Fußball-Weltmeisterschaft 2006 in Deutschland berufen.
Nach einem Comeback nach zweijähriger Abstinenz beendete John 2011 endgültig seine Nationalmannschaftskarriere.

## Trainerkarriere
Von 2017 bis 2020 war John Co-Trainer seiner Heimatlandes. Von 2020 bis 2022 war er Nationaltrainer der Anguillanischen Fußballnationalmannschaft. Seit 2022 ist er Trainer der Lucianischen Fußballnationalmannschaft.